# 回春丹
回春丹（英語：YOUNG DAN），中國廣西獨立搖滾樂團，2016年於欽州成立。2023年於音樂綜藝節目《樂隊的夏天3》演出時，以自創歌曲《鮮花》在社群平台竄紅。

## 成員
| 成員列表   | 成員列表 |
| 配置       | 姓名     |
| ---------- | -------- |
| 主唱兼吉他 | 劉西蒙   |
| 貝斯       | 郭澤群   |
| 鼓手       | 簡丹     |
| 吉他       | 韋高飛   |

## 爭議
2024年4月，回春丹受邀於台灣屏東縣的音樂節台灣祭表演。4月2日時，回春丹在Instagram及微博宣傳時使用中国台湾一詞，引發台灣人不滿。當日下午，台灣祭官方宣布取消回春丹之演出，並稱「希望除了音樂，至少我們還有信念、無法撼動的信念」。由於當日於台北Legacy仍有專場演出，網友號召台下高舉台灣獨立旗。樂團從後台離場時，場外聚集大批獨派人士夾道高喊「台灣中國一邊一國」、「光復香港時代革命」等口號。

## 外部連結
- 回春丹的新浪微博
- 回春丹的Instagram帳戶